# Herb gminy Szulborze Wielkie
Herb gminy Szulborze Wielkie – jeden z symboli gminy Szulborze Wielkie, autorstwa Roberta Szydlika, ustanowiony 28 grudnia 2017.

## Wygląd i symbolika
Herb przedstawia na tarczy w polu błękitnym postać św. Jana Nepomucena w stroju kapłańskim kanonika barwy złotej, biret czarny, karnacja srebrna, w prawym ręku trzymającego krzyż, w lewym ręku z palmą męczeńską.